# Perlik (ptak)
Perlik (Mandingoa nitidula) – gatunek małego ptaka z rodziny astryldowatych (Estrildidae). Jedyny przedstawiciel rodzaju Mandingoa.

## Morfologia
Długość ciała wynosi 10–11 cm; masa ciała 8,5–10 g (podgatunek chubbi). Samiec ma czerwone pokrywy uszne, dziób gruby, czerwony, ciemnoszary u podstawy. Gardło słabo czerwone, wierzch ciała oliwkowozielony. Spód ciała czarny w białe kropki. Kuper zielony. Pokrywy nadogonowe pomarańczowe. Barkówki ciemnozielone, lotki czarne i brązowe. Ogon krótki. Nogi żółte. Samica jest bledsza i ma pomarańczowe gardło i pokrywy uszne.

## Występowanie i siedlisko
Występuje w Afryce Subsaharyjskiej – na południu aż do wschodniej Republiki Południowej Afryki. Gniazduje na skrajach zielonych lasów. Także na plantacjach.

## Lęgi
Samica składa od 3–6 białych jaj. Inkubacja trwa 14 dni. Wysiadują oboje. Porost piór u piskląt trwa 17–21 dni. W hodowli do lęgów używają półotwartych budek.

## Podgatunki
Wyróżnia się 3 lub 4 podgatunki M. nitidula:
- M. n. schlegeli (Sharpe, 1870) – Sierra Leone i Gwinea do zachodniej Ugandy, Demokratycznej Republiki Konga i północno-zachodniej Angoli
- M. n. virginiae (Amadon, 1953) – wyspa Bioko; takson ten bywa traktowany jako synonim podgatunku schlegeli
- M. n. chubbi (Ogilvie-Grant, 1912) – Etiopia, Kenia, Tanzania, północno-wschodnia Zambia i północne Malawi
- M. n. nitidula (Hartlaub, 1865) – południowe Malawi, Zimbabwe, Mozambik i wschodnia RPA

## Status
Międzynarodowa Unia Ochrony Przyrody (IUCN) uznaje perlika za gatunek najmniejszej troski (LC, least concern) nieprzerwanie od 1988 (stan w 2020). Trend liczebności populacji uznaje się za stabilny.

## Informacje dla hodowców
Bardzo żywy i odporny ptak. Żeruje głównie na ziemi. Trzeba go hodować w gęsto odsadzonej wolierze. Zwykle neutralny wobec innych afrykańskich ptaków wróblowych. Ciepłolubne. Potrzebują temperatury co najmniej 25 stopni.